# Fiamē Naomi Mataʻafa
Fiamē Naomi Mataʻafa, född 29 april 1957, är en samoansk politiker. Hon blev Samoas premiärminister 2021 när hon efterträdde Tuilaepa Aiono Sailele Malielegaoi. Hon är första kvinna att inneha posten som premiärminister i Samoa.